# Pererów
Pererów (ukr. Перерив) – wieś na Ukrainie, w obwodzie iwanofrankiwskim, w rejonie kołomyjskim, nad Prutem.
Dawniej przysiółkem Pererowa była Wołowa.